# فریا (شکلات)
فرایا (انگلیسی: Freia) یک برند نروژی تولید شیرینی شکلاتی است. این نام تجاری برای «شکلات شیری فریا» (Freia Melkesjokolade) و شکلات تخته‌ای «ناهار سریع» (Kvikk Lunsj) و همچنین برای سایر محصولات آبنبات و دسر مشهور است. این شرکت در سال ۱۹۹۳ توسط موندلیز خریداری شد و در سال ۲۰۱۷ منحل شد.